# Coimbra Sports
Il Coimbra Sports, noto anche come Coimbra Esporte Clube è una società calcistica brasiliana con sede nella città di Contagem.

## Storia
Fondato a Nova Lima nel 1986, ha assunto tale denominazione in onore di Arthur Antunes Coimbra, in arte Zico. Nel 2006 ha ottenuto l'affiliazione alla Federazione calcistica del Brasile e tre anni dopo è divenuto club professionistico. Nel 2010 ha giocato il suo primo campionato in Segunda Divisão, terminando all'ottavo posto generale.
Nel 2015 per motivi logistici si è trasferito nella città di Uberlândia formando una partnership con l'altro club locale in modo da ottenere alcuni calciatori dalla divisione superiore. Nel 2016 sono iniziati ai lavori per la costruzione di un centro sportivo nella città di Contagem, terminato l'anno successivo e denominato Centro de Treinamento Flávio Pentagna Guimarães.
Nel 2018 dopo aver vinto il proprio girone, ha sconfitto in semifinale l'Araxá ed in finale l'Athletic ai rigori ottenendo così la sua prima promozione nel Módulo II. La stagione successiva si è qualificato a sorpresa alla seconda fase, dove ha sconfitto il Nacional de Muriaé in semifinale e l'Uberlândia in finale, approdando quindi nella massima divisione del Campionato Mineiro.
Nel 2020, è riuscito a mantenere la categoria oltre ad aver pareggiato contro Atlético Mineiro e battuto il Cruzeiro, le due squadre più blasonate dello Stato. Nei due anni seguenti ha subito una doppia retrocessione che lo ha portato in Segunda Divisão.
Nel 2022 il club ha avuto anche una seconda squadra in Segunda Divisão denominata Coimbra B che ha raggiunto la finale del torneo contro il North.

## Palmarès

### Competizioni statali
- Segunda Divisão: 1

2018
- Módulo II: 1

2019

## Statistiche e record

### Partecipazione ai campionati

#### Campionati statali
| Livello | Categoria       | Partecipazioni | Debutto | Ultima stagione | Totale |
| ------- | --------------- | -------------- | ------- | --------------- | ------ |
| 1º      | Módulo I        | 2              | 2020    | 2021            | 2      |
| 2º      | Módulo II       | 2              | 2019    | 2022            | 2      |
| 3º      | Segunda Divisão | 10             | 2010    | 2023            | 10     |